# Амстел Голд Рейс 2021
55-я гонка Амстел Голд Рейс — шоссейная однодневная велогонка по дорогам Нидерландов. Гонка прошла 18 апреля 2021 года в рамках Мирового тура UCI 2021. Победу одержал бельгийский велогонщик Ваут Ван Арт.

## Участники
Автоматически приглашения на гонку получили 19 команд категории UCI WorldTeam, две лучшие команды прошлого сезона категории UCI ProTeam Alpecin-Fenix и Arkéa Samsic. Также организаторы пригласили ещё 4 команд категории ProTeams.
| UCI WorldTeams (19)- AG2R Citroën Team - Astana-Premier Tech - Bahrain Victorious - Bora-Hansgrohe - Cofidis - Deceuninck-Quick Step - EF Education-Nippo - Groupama-FDJ - Ineos Grenadiers - Intermarché-Wanty-Gobert Matériaux - Israel Start-Up Nation - Jumbo-Visma - Lotto Soudal - Movistar Team - Qhubeka Assos - Team BikeExchange - Team DSM - Trek-Segafredo - UAE Team Emirates UCI ProTeams (6)- Alpecin-Fenix - Arkéa-Samsic - Bingoal Pauwels Sauces WB - Gazprom-RusVelo - Sport Vlaanderen-Baloise - Uno-X Pro Cycling Team |
| |

## Маршрут

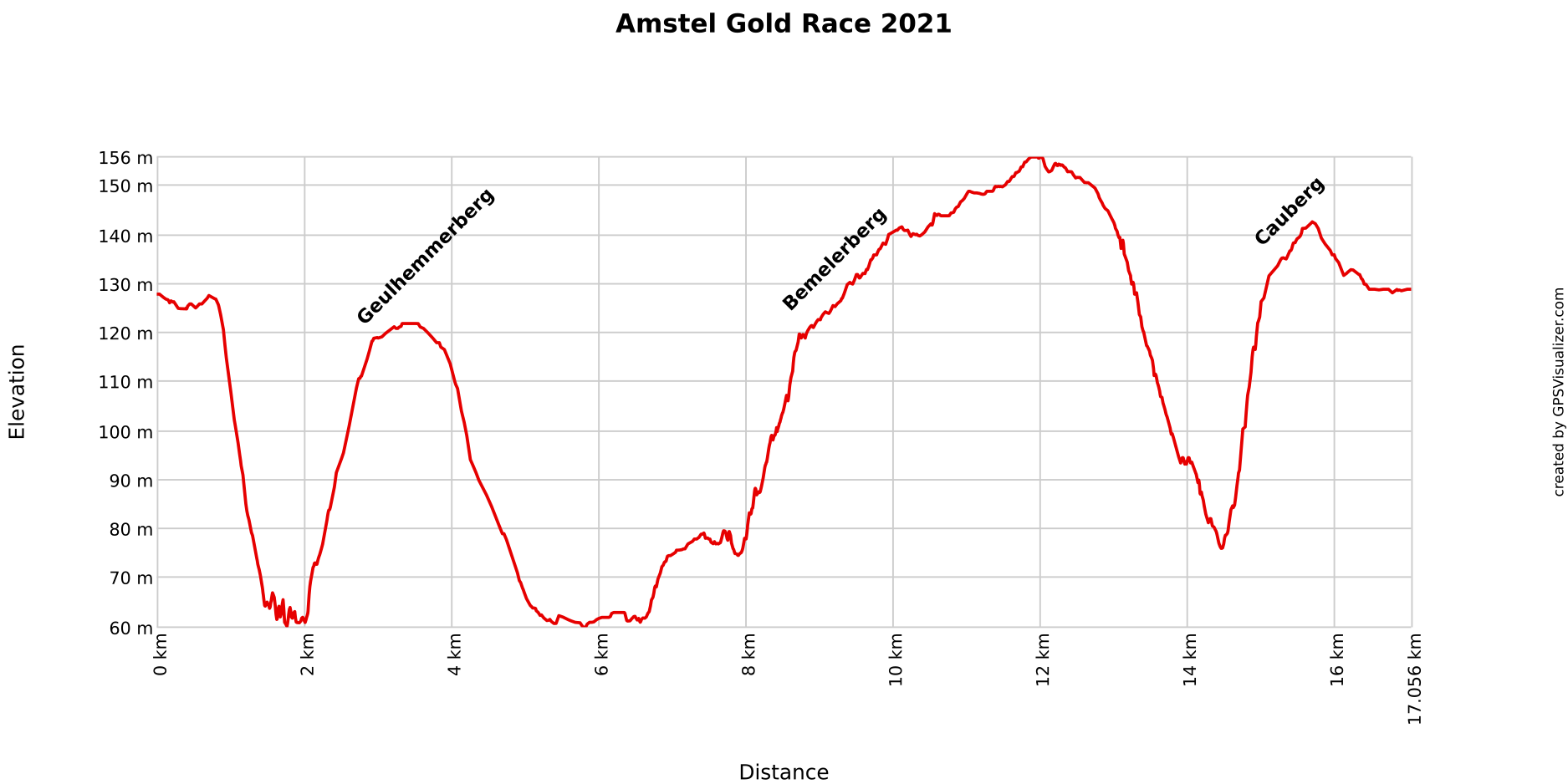
Профиль основного круга

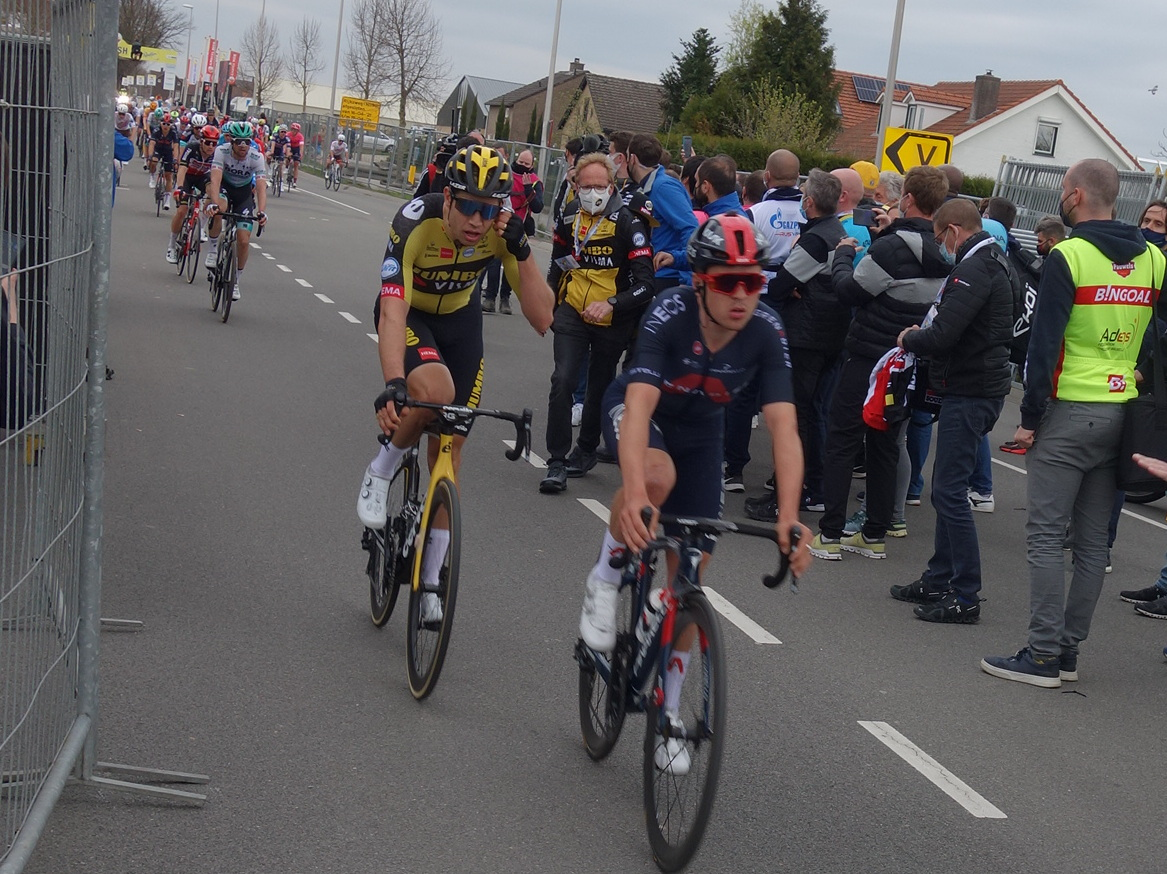
Ваут Ван Арт и Том Пидкок после финиша

В связи с мерами, принятыми после пандемии COVID-19 в Нидерландах, маршрут гонки претерпел ряд изменений. Старт гонки вместо Маастрихта состоялся в Валкенбюрге, тогда как финиш располагался в привычном Берг-эн-Терблиджт. Дистанция представляла собой круговой маршрут состоявший 13 кругов. Сначала гонщикам предстояло преодолеть 12 раз основной круг протяжённость 16,9 км включающим подъёмы Гёлеммерберг (1000 м со средним градиентом 5,8 %), Бемелерберг (1200 м со средним градиентом 4 %) и Кауберг (800 м со средним градиентом 6,5 %). А затем финальный круг протяжённость 15,8 км включающим только подъёмы Гёлеммерберг и Бемелерберг. Суммарным набором высоты на 38 подъёмах составил более 3000 м. Общая протяжённость составила 219 км, что на 30 км меньше чем в прошлые года. Также был полностью перекрыт доступ зрителей к трассе.
| № | Название       | Длина (м) | Средний % | Круги  |
| - | -------------- | --------- | --------- | ------ |
| 1 | Geulhemmerberg | 1000      | 5,8 %     | 1 — 13 |
| 2 | Bemelerberg    | 1200      | 4 %       | 1 — 13 |
| 3 | Cauberg        | 1500      | 7 %       | 1 — 12 |

## Ход гонки
Вскоре после старта, на третьем километре гонки, сформировалась группа из 10 человек которая состояла из бельгийцев Эдварда Тёнса (Trek-Segafredo), Стана Девулфа (AG2R Citroën), Себастьяна Гриньяра (Lotto Soudal), Лоика Влигена (Intermarché–Wanty–Gobert Matériaux) и Кенни Молли (Bingoal Pauwels Sauces WB), француза Жульена Бернара (Trek-Segafredo), нидерландца Маурица Ламмертинка (Intermarché–Wanty–Gobert Matériaux), американеца Чеда Хаги (Team DSM), южноафриканца Райана Гиббонса (UAE Team Emirates) и норвежца Андерса Скорсетха (Uno-X Pro Cycling Team). Её преимущество достигало четырёх минут.
Первые атаки из пелотона начались за 60 км до финиша, но все они были нейтрализованы. Чуть ранее Яспер Стейвен (Trek-Segafredo) и Сёрен Краг Андерсен (Team DSM) выпали из основной группы и их отставание составляло полторы минуты. За 53 км до финиша произошёл завал в котором упали Максимилиан Шахман (Bora-Hansgrohe), Маури Вансевенант (Deceuninck-Quick Step) и бывший победитель Льеж — Бастонь — Льеж Боб Юнгельс (AG2R Citroën).
За 53 км до финиша на подъёме Гёльхеммерберге атаковали Иде Шеллинг (Bora-Hansgrohe) и Стан Девулф, сократив отставание от Влигена. Вскоре после этого Шеллинг снова увеличил темп на подъёме Бемелерберг и сумел оторваться от своих попутчиков. Однако его отрыв от основной группы составлял всего несколько секунд.
Решающие события развернулись на последнем восхождении на Кауберг за 18 км до финиша когда гонка стала очень нервной с образованием небольших групп, которые то создавались, то распадались. В то время как Примож Роглич (Jumbo-Visma) из-за технического дефекта выпал из пелотона, его товарищ по команде Ваут ван Арт атаковал и вместе с Жулианом Алафилиппом (Deceuninck-Quick Step), Томом Пидкоком, Ричардом Карапасом, Михалом Квятковским (все Ineos Grenadiers) и Майклом Мэттьюсом (Team BikeExchange) уходят в отрыв. На финише предпоследнего круга Алафилипп выпал из этой группы, тогда как Алехандро Вальверде (Movistar Team) смог сократить отставание от лидирующей группы.
В одиночку попытался оторваться поляк Михал Квятковски, но его не отпустили. За 17,6 км до финиша последовала атака британца Тома Пидкока, на которую тут же отреагировал бельгиец Ваут ван Арт (Jumbo-Visma), а через 500 метров их догнал немец Максимилиан Шахман. Все трое хорошо сработались вместе и после преодоления последнего подъёма, Бемелерберга, заработали 20 секунд преимущества над группой преследователей, где было примерно 30 гонщиков.
За 2 км до финиша оторваться от товарищей попытался Максимилиан Шахманн, потративший чуть ранее силы на возвращение в пелотон после завала, но ему это не удалось. Финишный спринт первым начал ван Арт, но на самом финише его настиг Пидкок. В итоге они одновременно пересекли финишную линию. Потребовавшийся фотофиниш отдал победу Вауту ван Арту, преимущество которого на Пидкоком составило всего четыре тысячных секунды. Третьим стал Шахман. Основная группа финишировал через три секунды после них.

## Результаты
| \| Генеральная классификация \| Генеральная классификация \| Генеральная классификация \| Генеральная классификация \| Генеральная классификация \| \| Гонщик \| Гонщик \| Команда \| Время \| \| \| ------------------------- \| ------------------------- \| ------------------------- \| ------------------------- \| ------------------------- \| \| 1-й \| Ваут Ван Арт \| Jumbo-Visma \| 5ч 03' 29 \| \| \| 2-й \| Том Пидкок \| Ineos Grenadiers \| + 0 \| \| \| 3-й \| Максимилиан Шахман \| Bora-Hansgrohe \| + 0 \| \| \| 4-й \| Майкл Мэттьюс \| Team BikeExchange \| + 3 \| \| \| 5-й \| Алехандро Вальверде \| Movistar Team \| + 3 \| \| \| 6-й \| Жюлиан Алафилипп \| Deceuninck-Quick Step \| + 3 \| \| \| 7-й \| Кристиан Сбаральи \| Alpecin-Fenix \| + 3 \| \| \| 8-й \| Михал Квятковский \| Ineos Grenadiers \| + 3 \| \| \| 9-й \| Матей Мохорич \| Bahrain Victorious \| + 3 \| \| \| 10-й \| Тош Ван дер Санде \| Lotto-Soudal \| + 3 \| \| \| 11-й \| Алекс Аранбуру \| Astana-Premier Tech \| + 3 \| \| \| 12-й \| Маттео Трентин \| UAE Team Emirates \| + 3 \| \| \| 13-й \| Михаэль Вальгрен \| EF Education-Nippo \| + 3 \| \| \| 14-й \| Патрик Конрад \| Bora-Hansgrohe \| + 3 \| \| \| 15-й \| Тиш Бенот \| Team DSM \| + 3 \| \| |                     |                       |           |
| |                     |                       |           |
| Источник: ProCyclingStats |                     |                       |           |
| Генеральная классификация |                     |                       |           |
| Гонщик | Гонщик              | Команда               | Время     |
| 1-й | Ваут Ван Арт        | Jumbo-Visma           | 5ч 03' 29 |
| 2-й | Том Пидкок          | Ineos Grenadiers      | + 0       |
| 3-й | Максимилиан Шахман  | Bora-Hansgrohe        | + 0       |
| 4-й | Майкл Мэттьюс       | Team BikeExchange     | + 3       |
| 5-й | Алехандро Вальверде | Movistar Team         | + 3       |
| 6-й | Жюлиан Алафилипп    | Deceuninck-Quick Step | + 3       |
| 7-й | Кристиан Сбаральи   | Alpecin-Fenix         | + 3       |
| 8-й | Михал Квятковский   | Ineos Grenadiers      | + 3       |
| 9-й | Матей Мохорич       | Bahrain Victorious    | + 3       |
| 10-й | Тош Ван дер Санде   | Lotto-Soudal          | + 3       |
| 11-й | Алекс Аранбуру      | Astana-Premier Tech   | + 3       |
| 12-й | Маттео Трентин      | UAE Team Emirates     | + 3       |
| 13-й | Михаэль Вальгрен    | EF Education-Nippo    | + 3       |
| 14-й | Патрик Конрад       | Bora-Hansgrohe        | + 3       |
| 15-й | Тиш Бенот           | Team DSM              | + 3       |